# Povodni konj William
William, znan tudi kot William povodni konj, je egiptovski kipec povodnega konja iz fajanse iz Srednjega kraljestva, ki je zdaj v zbirki Metropolitanskega muzeja umetnosti v New Yorku, kjer služi kot neformalna maskota muzeja. Najden v jašku, povezanem z gornje egiptovsko nagrobno kapelo Steward, Senbi, v današnjem Meirju, William datira v okoli 1961 - 1878 pred našim štetjem, v obdobje vladavine Senusreta I. in Senusreta II.. Ta 20 cm dolga figurica iz egiptovske fajanse, je postala priljubljena ne le zaradi prisrčnega videza, temveč tudi zato, ker njegove značilnosti ponazarjajo številne najvidnejše vidike obrti v starem Egiptu v tistem času.
William je le eden od številnih predmetov, povezanih z grobnico Steward, Senbi, ki jih je Metropolitanski muzej pridobil leta 1917. Po poročanju Muzejskega biltena iz tega leta je ta povodni konj »še posebej lep primer vrste, ki jo najdemo, skupaj z različnimi drugimi živalskimi oblikami, med pogrebnimi pridatki grobnic srednjega kraljestva« in tudi zgleden kos egiptovske fajanse.  Williama je mogoče videti v galeriji 111 v Metropolitanskem muzeju umetnosti v New Yorku.

## Egipčanska fajansa
Povezano s steklom, kolikor doseže 'steklast' videz, je bila po mnenju Davida Grosea egiptovska fajansa »material iz kremenovega prahu, prekrit s pravo steklasto prevleko«. Bistveno bolj porozna in voljna od samega stekla, lahko fajanso ročno oblikujemo ali vlijemo v kalupe, da ustvarimo posode ali druge predmete. Medtem ko podobne surovine sodelujejo pri ustvarjanju fajanse in stekla (zdrobljen kremen ali pesek, pomešan z apnom in bodisi natronom ali rastlinskim pepelom), fajansa na koncu nima toge kristalne strukture sodobnega stekla. Po T. T. Nicholsonu so fajanso uporabljali za imitacijo poldragih kamnov v cenejših materialih, oboje pa je bilo cenjeno zaradi njihove lepote in trajnosti. Čeprav ni lončenina po strogi definiciji, ker ne vsebuje gline, se fajansa pogosto obravnava kot keramika.
Ta kipec dokazuje pomembnost različnih ikonografskih slogov v pokopnih praksah srednjega kraljestva. Kot piše Nicholson, so bile v tem obdobju živalske figure pogoste in »figurice povodnega konja, običajno okrašene z vodnimi rastlinami, so verjetno simbolizirale poživljajoče lastnosti Nila«. Morda so imele nekakšen verski pomen, saj so bile včasih povezane z eno od oblik Seta. Ker niso bili vsi kipi povodnega konja iz te dobe natančno poslikani, je William še posebej pomemben primer; »pokrit je z okrasom v črni črti lotosovih cvetov, brstov in listov«, ki označuje njegovo »naravno okolico med Nilovo nižino«. Kot je zapisano v povzetku Metropolitanskega muzeja, je bil povodni konj eden izmed najbolj ogrožajočih živali za stare Egipčane in od tod tri Williamove noge verjetno zlomljene namerno, da mu preprečijo, da bi pokojnemu škodoval v posmrtnem življenju (muzej je te noge obnovil).

## Ime
V začetku 20. stoletja je imel kapitan H. M. Raleigh z družino fotografijo povodnega konja in ga začel imenovati William. Raleigh je za revijo Punch 18. marca 1931 objavil članek o povodnem konju, v katerem je zapisal: »Na zadnji strani okvirja je opisan kot Hippopotamus with Lotus Flowers, brsti in listi, XII. dinastija (približno 1950 pr. n. št.), Serija VII, številka i, egiptovska fajansa'; za nas pa je preprosto William«. Članek je bil junija 1931 ponatisnjen v Biltenu Metropolitanskega muzeja umetnosti in ime je ostalo. Leta 1936 je MET izdal knjigo z naslovom William in njegovi prijatelji: skupina pomembnih bitij v Metropolitanskem muzeju umetnosti. Od takrat se William še naprej pojavlja v nekaterih muzejskih logotipih in trgovskem blagu za otroke in odrasle. MET je prvič začel prodajati odlitke Williama v 1980-ih , ki jih danes izdeluje M. Hart Pottery.